# Stefan Kapłaniak
Stefan Kapłaniak, populärt kallad "Cenek", född 10 april 1933 i Szczawnica i Lillpolens vojvodskap, död 8 augusti 2021 i Chicago i USA, var en polsk kanotist.
Kapłaniak blev olympisk bronsmedaljör i K-2 1000 meter vid sommarspelen 1960 i Rom.